# Giuditta

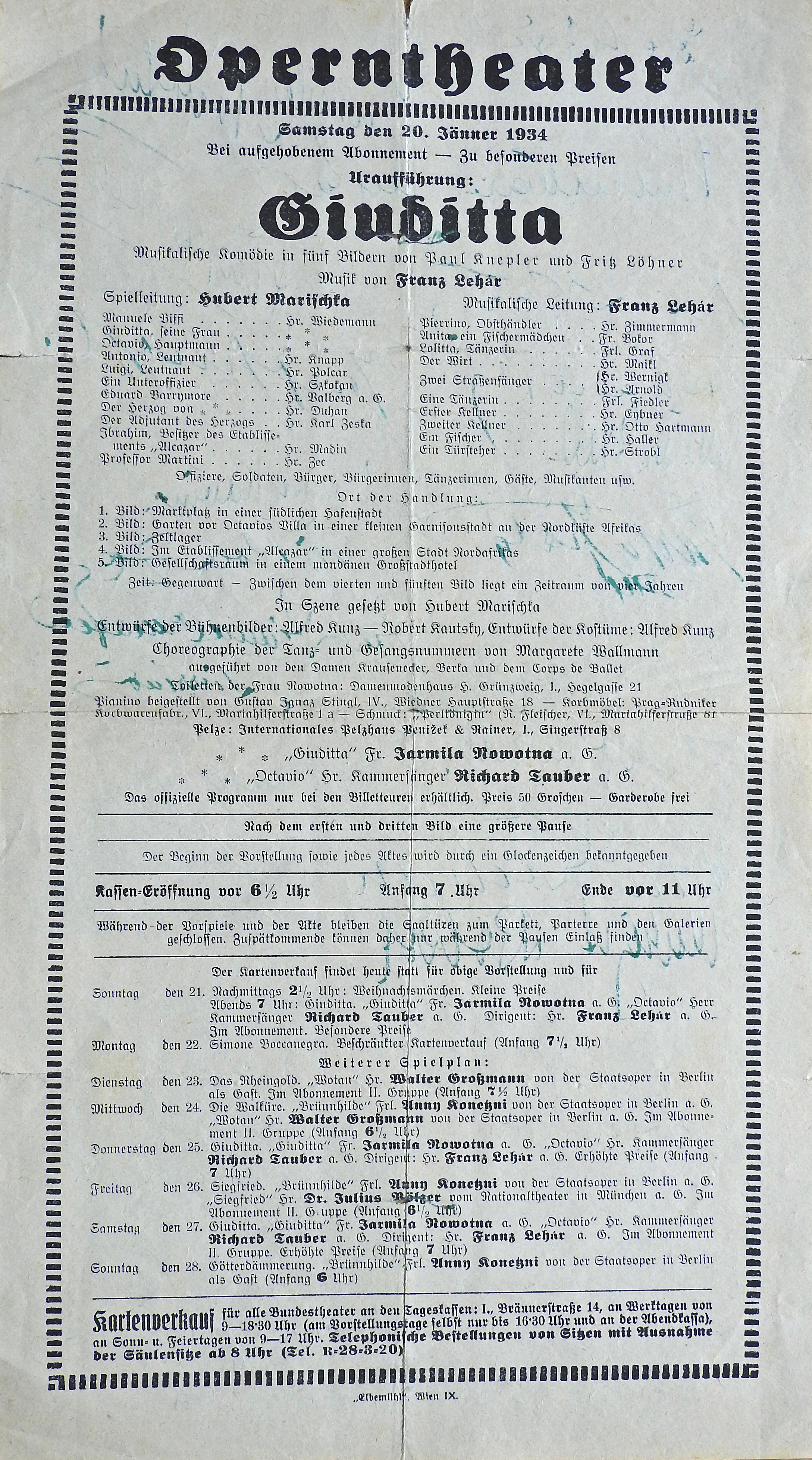
Az ősbemutatói programlap

Giuditta (németül Giuditta) Lehár Ferenc utolsó operettje. Szövegkönyvét Paul Knepler és Fritz Löhner-Beda írták. Ősbemutatójára 1934.  január 20-án került sor a bécsi Staatsoperben.

## Szereplők
| Szereplő                                        | Hangfekvés      |
| ----------------------------------------------- | --------------- |
| Giuditta                                        | szoprán         |
| Octavio                                         | tenor           |
| Anita, halászlány                               | szubrett        |
| Pierrino, gyümölcsárus, Anita szeretője         | tenorbuffo      |
| Manuele Biffi, Giuditta férje                   | Basso buffo     |
| Antonio, Octavio barátja                        | basszus         |
| Edward Lord Barrymore, Giuditta egyik csodálója | szöveges szerep |
| egy herceg                                      | szöveges szerep |
| a herceg segédtisztje                           | szöveges szerep |
| Ibrahim, az "Alcazar" tulajdonosa               | szöveges szerep |
| Martini professzor                              | basszus         |
| Lolitta, táncosnő                               |                 |

## Cselekmény
- Helyszín: Olaszország, Líbia
- Idő: 1930 körül

|  | Alább a cselekmény részletei következnek! |

### Első felvonás
- Helyszín: Egy dél-olasz kikötőváros piactérén

Giuditta és Octavio találkoznak, és együtt mennek Líbiába.

### Második felvonás
- Helyszín: Egy líbiai kert

Giuditta és Octavio teljes mértékben élvezik az életet egy tenger melletti villában. Octavionak háborúba kell vonulni.

### Harmadik felvonás
- Helyszín: Egy sátortábor Észak-Afrikában

Octavio szeretetbeteg, de vonul a háborúba.

### Negyedik felvonás
- Helyszín: Egy éjszakai lokál Tripoliben

Giuditta dolgozik mint táncosnő és Barrymore pénzéből él. Octavio már nem a katonaságnál van. Megtalálja Giudittát. Abban a reményben, hogy újra elnyerheti a szépséget, kudarcra van ítélve.

### Őterdik felvonás
- Helyszín: Egy európai luksutszállodabán

Őt évvel később Octavio bárzongoristaként dolgozik és már nem szeret  Giudittát. Amikor újra találkoznak elutasítja  Giudittát.
|  | Itt a vége a cselekmény részletezésének! |

## Operettslágerek
- Nr. 1 Vorspiel (Orchester) & Ensemble-Szene: O mia cara Donna Emilia (Straßensänger, Pierrino, Chor)
- Nr. 2 Uns ist alles einerlei (Duett: Pierrino, Anita)
- Nr. 3 Alle Tage nichts als Müh und Plag (Duett: Manuele, Wirt)
- Nr. 4 Freunde das Leben ist Lebenswert (Lied: Octavio, später Chor und Antonio)
- Nr. 5a In einem Meer von Liebe – Schönste der Frauen (Lied und Duett: Giuditta, Octavio)
- Nr. 5b O Signora, O Signorina (Spielszene: Octavio, Wirt, Manuele)
- Nr. 6 Finale I Mein kleiner Vogel – Weit übers Meer – Herr Kapitän der Weg ist weit – Uns ist alles einerlei (Alle)
- Nr. 7a Zwei, die sich lieben vergessen die Welt (Duett: Pierrino, Anita)
- Nr. 7b Reminiszenz: Schönste der Frauen (Lied: Octavio)
- Nr. 8 Schön wie die blaue Sommernacht (Duett: Octavio, Giuditta)
- Nr. 9a Finaletto (Finale II) Reminiszenz: Zwei die sich lieben vergessen die Welt (Szene: Pierrino, Anita)
- Nr. 9b Intermezzo (Orchester)
- Nr. 10 Unsere Heimat ist die Wüste – Wie nahm Giuditta die Nachricht auf – Laß doch diese Gedanken (Chor, Antonio, Octavio)
- Nr. 11 Du bist meine Sonne (Lied: Octavio) (Richard Tauber gewidmet)
- Nr. 12 Finale III Giuditta was machst Du hier – Du bist meine Sonne – Trompetensignal – Tempo di marcia – und das soll Liebe sein- In die Stirn fällt die Locke (Szene: Octavio, Giuditta, Chor, Antonio)
- Nr. 13a In einem Meer von Liebe möcht ich ganz versinken (Lied: Giuditta, Chor)
- Nr. 13b Polonaise (Orchester)
- Nr. 14 Ich bin nicht schön – Ja die Liebe ist so wie ein Schaukelbrett (Lied und Tanz: Martini)
- Nr. 15 Ich hab mich so sehr gesehnt nach dem Heimatland – Schaut der Mond abends spät (Duett: Anita, Pierrino)
- Nr. 16a Ich weiß es selber nicht – Meine Lippen sie küssen so heiß (Lied: Giuditta mit Chor)
- Nr. 16b Giuditta ...Sie sind die schönste Frau (Barrymore, Giuditta)
- Nr. 17a Finale IV So wie um den Sonnenball – Schön so wie die Sonne – Meine Lippen sie küssen so heiß (Szene: Octavio, Martini, Barrymore, Giuditta, Chor)
- Nr. 17b Vorspiel zum 5. Bild (Orchester)
- Nr. 18a Schönste der Frauen, begann das Lied (Lied: Octavio)
- Nr. 18b Dialog & Reminiszenz Unser Lied – Wer spielt da?
- Nr. 19 Szene: Octavio Du? – Ich hab dich oft gesehen (Giuditta, Octavio)
- Nr. 20 Finale V Ich danke Ihnen schöne Giuditta – Schönste der Frau’n (Herzog, Giuditta, Octavio)